# Hajduk Stanko
Hajduk Stanko je epsko istorijski roman Janka Veselinovića u kome je opisano junaštvo srpskog naroda i njegova borba za slobodu i koji je podeljen na tri dela: Odmetnik, Osvetnik, Besmrtnik.
U romanu je reč o životu hajduka Stanka Aleksića i srpskog naroda za vreme turske vlasti. Veselinović je likove u ovom romanu oslikao u crno-beloj tehnici. Na jednoj strani su Hajduk Stanko, Deva i Surep, dobri i hrabri junaci bez ijedne mane (iako kroz ceo roman vidimo da je glavni junak bio nemilosrdan i pun besa), a na drugoj strani su Lazar, Marinko i Kruško, oličenje zla. Hajduk Stanko je osvetoljubiv i pun mržnje, a te njegove loše karakteristike pisac opravdava njegovom iskrenom i velikom ljubavi prema Jelici i njegovoj otadžbini Srbiji. Stanko Aleksić je stvaran lik, uzet iz naroda, ali ga je Veselinović prilagodio potrebama svoga romana, tako da zapravo nema puno veze s onim stvarnim Stankom.

## Tema
Priča romana počinje opisom mačvanske ravnice i idile na selu. To je tipičan momenat za period romantizma u kom se veliča lepota sela i života u njemu. Pisac nas upoznaje s mestom Crna Bara i njenim življem. Janko Veselinović prikazao je sliku jednog srpskog sela, njegov mentalitet i navike. Pop Miloje već na prvim stranicama romana opisuje odnos Turaka i Srba: „On je Turčin, a ja sam Srbin, i mi ne možemo jedan drugom dobra misliti. Gde je njegov život, tu je moja smrt“. Neprijateljski odnos dve vere trajaće do kraja ove priče. Pokazano je pod kakvim su okolnostima i s kakvim uverenjima živeli ljudi pre i za vreme Prvog srpskog ustanka. Roman prati put hajduka Stanka u njegovoj borbi za svoju čast i ljubav. Na tom putu događaju se izdaje, ubistva, klevete, kletve, megdani, ali i velika ljubav vredna svega. Takođe, data je i slika srpskog naroda u borbi protiv Turaka.
Borbu protiv Turaka Veselinović veoma slikovito opisuje. Kaže kako čete niču iz zemlje, a prva puška pukla je u Šumadiji; Mačvani su se borili kao lavovi, a Bosna je gubila najvaljanije svoje sinove u borbama. Čak pominje i Kosovo: „Sad treba svetiti prolivenu krv od Kosova“.

## Analiza likova
Stanko Aleksić - stvaran lik koje je uzet iz naroda, ali prilagođen potrebama romana. Pre svega prvo hajduk, pa tek onda domaćin. Nakon smrti oca odbija da bude glava porodice i prepušta to bratu uz reči: „Moja je gora, majko! A kući treba domaćin, a ne hajduk, tamo ja idem gde se krv proleva, a barut miriše, mene će ovde ugušiti dim u kući“
Osvetoljubiv, ali beskompromisno spreman da brani svoju čast i obraz kao i domovinu.
Jelica - lepa i vredna devojka smeđe kose i plavih očiju, iskrena i iz pristojne porodice. Odlikuju je ponos i neustrašivost.
Opis pisca: „Grom devojka! Bila je to lepota, ali ne gospodska, nego junačka lepota. Što ono pesma peva: Struk momački, pogled devojački.“ Oko bi joj goru zapalilo. Da uprti četiri momka kao četiri snopa, pa da ih nosi preko sela! A što se rada tiče, o njemu se pričalo! Nije ona samo radila, ona je izmišljala nove i nove lepote u šarama, pa su se u Sevića dom sticale žene i devojke da uzmu prepočetke od njenih radova.“
Lazar - je predstavljen kao naivan i zavidan lik. Odlikuju ga kukavičluk i ljubomora. Izuzetno se plašio Stanka.
Kruška i Marinko - Kruška je bio Turčin koji je vladao Crnom Barom. Želeo je veću kontrolu i moć i odgovaralo mu je da seljani budu posvađani međusobno. Niko ga nije voleo, ali kao što svako mesto i svako vreme ima svoje ulizice, tako je i u ovom romanu tu ulogu odigrao Marinko, čija je jedina želja bila da se dodvori Kruški. Naravno, ni Marinka niko nije voleo, nosio je etiketu „turske ulizice“. Narodu su gori od Turaka bili samo Srbi koji su se Turcima dodvoravali, a takav je upravo bio Marinko. Njegove loše namere ostaviće posledice po sve učesnike, a naročito po Stanka, koji će doživeti psihološku promenu lika usled izdaje koju mu je priredio pobratim Lazar. Kruška je lik koji ne odustaje. Pokušao je da uhvati Stanka dok je bio u hajdučkoj četi, ali u tome nije uspeo. Obojica su negativni likovi, ali i pokretači većine radnji u delu.
Ivan - Ivan je bio Lazerev otac, a Ivan i Aleksa bili su veliki prijatelji. Usled svađe njihovih sinova, kuće Aleksića i Miraždžića su se udaljile i odnosi su bili prekinuti. U sceni kada Stanko ubija Ivana, izbija kukavičluk kao glavna Ivanova osobina. Tada on moli, preklinje, ljubi noge Stanku, poziva na dane iz detinjstva, traži oproštaj, čak ga i sinom zove. Sve to se Stanku zgadilo i nije odustao od osvete i ubistva: „Ali sad, kad ga vidi onako presavijena gde suze lije, gde se vije kao crv pred nogama njegovim, sad mu sve ode. On je mislio svetiti se zlikovcu, pa sad vidi kukavicu. Okrete glavu i pljunu…“
Aleksa - Aleksa je Stankov otac. On je jednom rečju, pošten i častan. Bruku je teško podnosio. Rekao je: „Dve stotine godina je prošlo kako su moji stari udarili temelje onoj kući koju ste vi prokleli! I za dve stotine godina senka srama ne pade na onaj krov! A danas?“.